# Сухая Орча
Сухая Орча — деревня в Ржевском районе Тверской области России. Относится к сельскому поселению «Итомля», в 1994—2006 годах в составе Михалевского сельского округа, до 2013 года относилась к сельскому поселению «Шолохово». Расположена в 55 километрах к северо-западу от Ржева.
Население по переписи 2002 года — 5 человек, 1 мужчина, 4 женщины. По состоянию на 2006 год жителей нет.

## История
Название деревни возникло от реки Сухая Орча (Сухая Ворча), сейчас это ручей Чёрный протекающий через деревню. Приток Волги река Орча — в 3 км к западу от деревни.
В XIX — начале XX века деревня относилась к Ржевскому уезду Тверской губернии. В 1915 году в деревне Орча Сухая Холнинской волости 36 дворов, 239 жителей.
В 1936—1958 годах деревня Сухая Орча в составе Молодотудского района Калининской области. До войны в деревне было около 40 дворов, школа.

## Персоналии
- Герой Советского Союза Фотий Яковлевич Морозов (1919—1984) — родился в Сухой Орче.